# Santa Maria de Chicmo (distrito)
O Distrito peruano de Santa Maria de Chicmo é um dos dezenove distritos que formam a Província de Andahuaylas, situada no Apurímac, pertencente a Região Apurímac, Peru.

## Transporte
O distrito de Santa Maria de Chicmo é servido pela seguinte rodovia:
- PE-3S, que liga o distrito de La Oroya à Ponte Desaguadero (Fronteira Bolívia-Peru) - e a rodovia boliviana Ruta 1 - no distrito de Desaguadero (Região de Puno)
- AP-105, que liga a cidade de Uranmarca ao distrito [2][3][4]